# 大位山勝蔵
大位山 勝蔵（おおいやま かつぞう、1945年3月5日 - ）は、兵庫県宍粟郡山崎町（現在の宍粟市）出身（本籍地は、同県姫路市）で三保ヶ関部屋に所属した元大相撲力士、国際プロレス所属の元プロレスラー。
本名は松本 勝三（まつもと かつぞう）。力士時代の四股名は三保ノ松および大位山、プロレス時代のリングネームは大位山 勝三。相撲時代の得意手は、右四つ、寄り、押し。最高位は東前頭12枚目（1968年11月場所）。

## 来歴

### 相撲時代
地元・山崎町の中学校を卒業後、三保ヶ関親方（元大関・増位山）の関係者の紹介で三保ヶ関部屋に入門し、1960年5月場所で初土俵を踏んだ。当初の四股名は、部屋の名と本名の松本に因んだ「三保ノ松」。横綱：北の湖、大関：増位山（2代目）の兄弟子に当たる。
その後序二段94枚目まで進むも、1961年1月場所後に、家庭の事情により廃業する。しかし師匠が廃業届を提出しなかったため、相撲協会に籍を残すことが出来た。これにより再入門が許されている。1962年3月に再度、三保ヶ関部屋に入門。この時の四股名が「大位山」となり、これ以降は再廃業まで通した（下の名は当初は本名の「勝三」、後に「勝蔵」とした）。右を差して左でおっ付ける取り口を得意とし、1967年11月場所で十両昇進、1968年11月場所で新入幕を果たした。
しかし緊張する性格で力を出し切れず、攻めが遅かったこともあって新入幕の場所は4勝11敗と大きく負け越し、幕内は僅か1場所のみとなる。以後は1年以上十両に留まり、1970年5月場所では東十両9枚目の地位で3勝12敗と惨敗して幕下陥落が決定的となったため、この場所を最後に25歳で廃業した。

### プロレス時代
力士引退（廃業）後は錦糸町の飲み屋で働きつつ、当時渋谷にあった国際プロレスの道場に通っていた。ベンチプレスを黙々とこなしていたものの、当初は「練習に毎日来ていないから」と入寮を許されなかった。しかし、同じく練習生だった田中隆雄（後の鶴見五郎）が入寮条件について伝えると、大位山は毎日練習に通うようになっていく。
1971年6月、公開形式のテストで田中と対戦して合格。入団後はストロング小林の付き人となった。同年9月8日、栃木県矢板市体育館で本郷清吉の胸を借りてデビューする。前日はシリーズ開幕戦でテレビ収録があったが、あえてそこを外しての初陣であった。同期のジェラール・エティフィア（後の稲妻二郎）が7月2日、田中（鶴見）は7月12日のデビューだったが、本人は彼らに遅れを取ったことについて「特に焦りは無かったね」と後年のインタビューで述懐している。
同年9月13日、大阪府立体育館における小林とレッド・バスチェンのIWA世界ヘビー級王座戦のアンダーカードとして鶴見と初対戦（10分間時間切れの引き分け）。その1週間後の福岡市九電記念体育館での鶴見から初勝利を収めた試合に関しては、2016年の鶴見との対談で鶴見が大位山に対して「張り手からのボディ・プレスとか、簡単なフィニッシュだったと思うよ」と話している。11月4日の石川県小松体育館の試合では鶴見が大位山に初勝利。最終的な戦績は大位山の2勝1敗9分である。
ヘビー級の体格であったことから、1972年春に行われた『第4回IWAワールド・シリーズ』では、リーグ戦には未出場だったものの、公式戦外でジョージ・ゴーディエンコ、バロン・フォン・ラシク、レイ・ゴールデン・アポロン、ティト・コパらと対戦した。同年6月、アメリカ武者修行に出発。テネシーのNWAミッドアメリカ（後のCWA）において、グレート・フジ（Great Fuji）をリングネームに日本人ヒールとして活動。トージョー・ヤマモトをパートナー兼マネージャーに迎え、トニー・チャールズ、ジャッキー・ファーゴ、フランキー・レイン、ビル・ドロモ、ジョニー・ウォーカー、ケン・ルーカス、そして若手時代のジェリー・ローラーやケビン・サリバンなどと対戦した。
1973年6月、海外武者修行から帰国。凱旋帰国第1戦では初来日のリック・フレアーに反則負け、第2戦ではアニマル浜口と組んでディック・マードック&スカンドル・アクバから勝利を収めている。デビュー当時のリングネームは本名の「松本勝三」であったが、同年9月開幕の『第5回IWAワールド・シリーズ』より、相撲時代の四股名を冠した「大位山勝三」へ改名。この時もリーグ戦には未出場だったが、開幕戦の日大講堂大会ではメインイベントの６人タッグマッチで小林&ラッシャー木村とトリオを組み、ラーズ・アンダーソン、ムース・ショーラック、フリッキー・アルバーツ組と対戦した。1977年の『第6回IWAワールド・シリーズ』では、同時開催されたIWA世界タッグ王座争奪トーナメントにもエースの木村と組んで出場したが、1回戦でビッグ・ジョン・クイン&クルト・フォン・ヘスに敗れた。
その後、第1試合など前座中心にマッチメイクされることに対して不満を募らせ、1979年に一時引退する。以後浅草でしゃぶしゃぶ店「大位山」の経営を経て、魚の加工会社で働いていた。
1979年末に国際プロレス内で、鶴見が社長の吉原功と反目して選手会を除名されたというアングルのもと、団体へ造反してヒールに転向。同時期、大位山が働いていた加工会社の社長も国際プロレスと懇意だったこともあり、マイティ井上の後押しで1980年1月に現役復帰。鶴見とのコンビで日本人初のヒールユニット「独立愚連隊」を結成するに至った。
鶴見は「独立愚連隊」について、吉原が鶴見を活かすために考えてくれたと語っている。初めは鶴見一人の造反であったが、大位山が加わったことで日本人選手によるヒールユニットの登場となり、外国人レスラーの渡航費など経費削減に繋がったという。マネージャーはミスター珍が務め、同年4月4日には鶴見とのタッグで山本小鉄の引退試合に出場するなどの抜擢を受けた（山本のパートナーは「ヤマハ・ブラザーズ」の星野勘太郎）。「独立愚連隊」の戦績は13勝（2反則勝ち）38敗（10反則負け）12分と振るわなかったが、鶴見は「勝ち負けなんかより、1年3ヶ月で60戦以上も大位山さんと組んで暴れられたことが何よりも楽しかった。良い思い出だよね」と述懐している。
1981年には『ルー・テーズ杯争奪戦』後期予選に出場したが、当時の国際プロレスは末期的な経営状態となっており、その時のファイトマネーは1週間に1万円だったという。巡業途中の3月19日を最後に離脱、そのまま引退した。国際プロレスが崩壊する5か月前のことであった。
その後プロレス界からは離れていたが、1995年にレスリング・ユニオンやIWA格闘志塾のリングに特別参戦。IWA格闘志塾では鶴見とのシングルマッチも行われた。

## エピソード
- リック・フレアーの初来日は1973年6月開幕の国際プロレス『ビッグ・サマー・シリーズ』であり、同月18日の日本における初戦の相手が大位山勝三であった。結果は10分20秒、大位山が反則負けを喫したが[19]、7月9日の大阪府立体育館大会ではフレアーを逆エビ固めで下した[20]。大位山は1976年11月にも、同じく初来日のリック・マーテルをシングルマッチで破っている[21]。フレアーもマーテルも共に新人時代だったとはいえ、結果として大位山は、後のNWAとAWAの両世界王者から勝利を収めたことになる[20]。
- 1972年春の『第4回IWAワールド・シリーズ』では後半戦の7試合と、追撃戦となる『ワールド選抜シリーズ』（全10試合）の開幕戦（旭川大会）と第8戦（網走大会）以外の試合を欠場している。後の対談で鶴見五郎は「渡米間近だったから、パスポートとか関係書類を揃えるために休んだんじゃないの?」と聞いたが、大位山は北海道の試合を休んだことについて「そういえば、前日に酔っ払ってホテルで寝ていたら、バスに置いて行かれたことがあったな（笑）」「その時起こしてくれりゃいいのに、俺は頭に来ちゃってさ。それでケツまくって休んだのは憶えてるよ（笑）」と答えている[22]。
- アニマル浜口の証言によれば、大位山は吉原功の自宅で朝まで飲み会を行った後も酔いが収まらず、自宅へ帰る途中に乗り換えた山手線を終日一周したことがあったという[23]。
- 1987年、タイガー・ジェット・シンが大位山の経営するちゃんこ料理店を訪問した際、シンは大位山に「カムバックして南アフリカに行かないか?」と打診した。大位山はその打診を断ったが「もし、あの時に南アフリカ遠征が実現していたら、事故（ハル薗田夫妻が事故死した南アフリカ航空295便墜落事故）に巻き込まれていたかもしれないな」と語っている[13]。

## 得意技
- ブレインバスター
- ヘッドバット

## 大相撲での主な成績
- 通算成績：256勝229敗14休 勝率.528
- 幕内成績：4勝11敗 勝率.267
- 現役在位：53場所
- 幕内在位：1場所

| | 一月場所 初場所（東京）  | 三月場所 春場所（大阪） | 五月場所 夏場所（東京） | 七月場所 名古屋場所（愛知） | 九月場所 秋場所（東京） | 十一月場所 九州場所（福岡） |
| --- | ------------------------ | ----------------------- | ----------------------- | --------------------------- | ----------------------- | --------------------------- |
| 1960年 （昭和35年） | x                        | x                       | （前相撲）              | 東序ノ口22枚目 5–2          | 東序二段94枚目 3–4      | 東序二段101枚目 休場 0–0–7  |
| 1961年 （昭和36年） | 東序ノ口6枚目 休場 0–0–7 | （番付外）              | （番付外）              | x                           | x                       | x                           |
| 1962年 （昭和37年） | x                        | （前相撲）              | 西序ノ口14枚目 7–0      | 西序二段25枚目 6–1          | 東三段目68枚目 4–3      | 西三段目53枚目 3–4          |
| 1963年 （昭和38年） | 東三段目60枚目 4–3       | 西三段目41枚目 4–3      | 西三段目25枚目 3–4      | 東三段目35枚目 6–1          | 西幕下88枚目 1–6        | 東三段目18枚目 3–4          |
| 1964年 （昭和39年） | 東三段目26枚目 5–2       | 西幕下96枚目 4–3        | 東幕下90枚目 4–3        | 西幕下82枚目 4–3            | 東幕下74枚目 5–2        | 西幕下58枚目 4–3            |
| 1965年 （昭和40年） | 東幕下55枚目 6–1         | 西幕下23枚目 3–4        | 西幕下27枚目 4–3        | 東幕下24枚目 3–4            | 東幕下28枚目 3–4        | 西幕下30枚目 4–3            |
| 1966年 （昭和41年） | 東幕下25枚目 2–5         | 東幕下38枚目 4–3        | 西幕下34枚目 3–4        | 西幕下40枚目 4–3            | 東幕下34枚目 3–4        | 西幕下40枚目 4–3            |
| 1967年 （昭和42年） | 西幕下33枚目 5–2         | 東幕下22枚目 3–4        | 西幕下33枚目 6–1        | 東幕下13枚目 5–2            | 西幕下6枚目 6–1         | 西十両13枚目 9–6            |
| 1968年 （昭和43年） | 西十両7枚目 7–8          | 西十両8枚目 6–9         | 西十両11枚目 9–6        | 東十両5枚目 9–6             | 西十両筆頭 9–6          | 東前頭12枚目 4–11           |
| 1969年 （昭和44年） | 東十両4枚目 6–9          | 東十両10枚目 9–6        | 東十両5枚目 6–9         | 西十両8枚目 6–9             | 東十両11枚目 8–7        | 西十両10枚目 9–6            |
| 1970年 （昭和45年） | 東十両6枚目 5–10         | 東十両11枚目 8–7        | 東十両9枚目 引退 3–12–0 | x                           | x                       | x                           |
| 各欄の数字は、「勝ち-負け-休場」を示す。 優勝 引退 休場 十両 幕下 三賞：敢=敢闘賞、殊=殊勲賞、技=技能賞 その他：★=金星 番付階級：幕内 - 十両 - 幕下 - 三段目 - 序二段 - 序ノ口 幕内序列：横綱 - 大関 - 関脇 - 小結 - 前頭（「#数字」は各位内の序列） |                          |                         |                         |                             |                         |                             |

### 幕内対戦成績
| 力士名 | 勝数 | 負数 | 力士名 | 勝数 | 負数 | 力士名 | 勝数 | 負数 | 力士名 | 勝数 | 負数 |
| ------ | ---- | ---- | ------ | ---- | ---- | ------ | ---- | ---- | ------ | ---- | ---- |
| 浅瀬川 | 0    | 1    | 北の花 | 0    | 1    | 戸田   | 0    | 1    | 花田   | 0    | 1    |
| 花光   | 1    | 0    | 福の花 | 0    | 1    | 富士錦 | 1    | 0    | 藤ノ川 | 0    | 1    |
| 義ノ花 | 0    | 1    | 若天龍 | 0    | 1    |        |      |      |        |      |      |

## 改名歴
- 三保ノ松（みほのまつ）1960年7月場所 - 1962年1月場所
- 大位山 勝三（おおいやま かつぞう）1962年3月場所 - 1967年9月場所
- 大位山 勝蔵（おおいやま かつぞう）1967年11月場所 - 1970年5月場所